# Это фиаско, братан
«Это фиа́ско, брата́н» — интернет-мем, фразеологизм (крылатое выражение), происходящий из вирусного ролика, представляющего собой видеозапись с собакой, которая, переходя по бревну, случайно свалилась в ручей. Фраза настолько понравилась пользователям Рунета, что почти мгновенно стала мемом. Они сошлись во мнении, что данное выражение отлично иллюстрирует различные жизненные ситуации, когда что-то идёт не так, как ожидалось.

## Происхождение
26 сентября 2017 года на YouTube-канале Shiba Stiv было выложено видео, в котором собака породы сиба-ину Стив пытался перейти ледяной ручей по импровизированному мосту в виде бревна, чтобы продолжить прогулку. За кадром ролика слышится голос владельца собаки Стива Владимира Лаврова, который и выложил видео своего питомца в Интернет: «Пойдём на ту сторону! Пошли! Пошли!». Хозяин сначала поддерживал пса, а затем предупредил, что питомцу следует быть осторожнее: «Давай, иди, я за тобой. Смотри не упади тут, это будет фиаско». После этой фразы животное срывается с бревна и падает в воду. В связи с этим владелец собаки произносит фразу, ставшую хитом: «Это фиаско, братан!». На последних кадрах видно, как Стив быстро вылезает из воды и ждёт своего хозяина на берегу.

## Популярность
Комментаторы ролика были уверены, что его название неизбежно станет новым интернет-мемом. И действительно, фееричное падение собаки быстро за несколько дней стало мемом — пользователи сети влюбились в Стива. 28 сентября 2017 года видео широко распространилось по всем популярным пабликам ВКонтакте, таким как MDK и «Лентач».
В Интернете на данную тему было создано множество мемов и шуток. Мемы с фразой часто публиковались в сообществе MDK во ВКонтакте. Кроме того, во многих группах появились новые мемы со Стивом. У собаки также появились аккаунты в Facebook, Instagram, ВКонтакте и даже личный сайт.
Когда на Стива обратили внимание журналисты, его хозяин Лавров опубликовал фотографию собаки в солнцезащитных очках. Как рассказал владелец Стива в интервью TJ, само видео он снял в Пятигорске в декабре 2016 года. Владимир Лавров успокоил зрителей, переживавших, осталась ли собака цела после падения в воду: «Собака совершенно здорова и цела. Спасибо за беспокойство. У него хороший подшёрсток зимой, шерсть мокрая была только сверху… В полном видео есть, как он спокойно вылезает из воды и делает пару кругов по полю». Хозяин Стива признался, что чуть ли не впервые в жизни употребил слово «фиаско».
По состоянию на 29 сентября 2017 года ролик набрал свыше 110 тысяч просмотров, за 4 дня он набрал уже 600 тысяч просмотров, а всего за одну неделю его на YouTube посмотрели миллион человек. К октябрю 2017 года видео насчитывало уже 2 млн просмотров.
Мем «Это фиаско, братан» был включён в список 10 самых популярных мемов 2017 года по версии Яндекса. Его называли самым знаменитым мемом октября 2017 года. Издание Юга.ру писало, что мем «Это фиаско, братан» вошёл в топ-5 запросов краснодарцев в Яндексе (с 2 по 8 октября 2017 года).
Фраза использовалась в заголовках публикаций различных СМИ, например заметка под названием «Это фиаско: житель Мордовии дважды не мог украсть водку у соседа» о незадачливом воре, который за кражу получил условный срок, сообщение под названием «Это фиаско: попытка мужчин бросить друга в воду закончилась неожиданно для собаки» о забавном видео, которое стало набирать популярность в Интернете. Широкий резонанс в СМИ получила информация об отстранении российских спортсменов от Олимпиады из-за допингового скандала, начавшегося с подачи Григория Родченкова. В сети это отразилось через заголовок «„Это фиаско, братан!“: Родченков запутался в показаниях» и подобными ему.

## Значение
Фраза стала самостоятельным вербальным мемом, олицетворяющим неудачу, невезение. Так, в сети быстро поняли, что фраза «Это фиаско, братан» подходит ко многим неудачным, глупым и комично-неприятным жизненным ситуациям (примеры использования фразы в Твиттере: «Разбил 3 заварных чайника за 1,5 месяца #этофиаскобратан»; «Учиться 5 лет на платке и по выходу работать за 30к в месяц — это фиаско, братан #этофиаскобратан»). Одни пользователи, например, использовали слова в ответ на новость об ограничении прослушивания музыки в социальной сети ВКонтакте до 60 минут, другие включили фразу в сюжеты сериала. Невыученные уроки, неподготовленная защита дипломной работы, отсутствие денег в кошельке, бросила девушка, уехал последний автобус — любая неудача может стать поводом сказать: «Это фиаско, братан».

## Оценки
Редактор онлайн-издания Lenta.ru отмечает, что «фиаско чудо-пса подарило ему славу и триумф». Обозреватель веб-сайта «Страна советов» Алла Трофимова пишет, что «мем „Это фиаско, братан!“ — история провала, но неудачливый братан Стив так обаятелен и позитивен, что в итоге неудача обернулась успехом и популярностью. <…> Мем „Это фиаско, братан!“ показал, что можно стать самой успешной собакой рунета, даже упав с бревна».
Исследователь Т. Н. Анопко и кандидат филологических наук, доцент кафедры русского языка филологического факультета Брянского государственного университета Н. В. Атаманова пишут, что в связи с появлением видеомема произошла стилистическая переоценка слова «фиаско», которое из книжного перешло в разговорное, неологизировалось.
Кандидат филологических наук, доцент Череповецкого государственного университета Д. В. Минец отмечает, что «фразеологизм „это фиаско, братан!“ стал популярен в интернет-дискурсе, возможно, из-за удачного смешения единиц, относящихся к различным видам лексики». Далее она пишет:
Для выражения своего отношения к  сообщаемому говорящий (или пишущий) использует постоянный неизменяемый компонент «это фиаско, братан», который выступает средством реализации комической модальности благодаря своей эмоционально-экспрессивной стилистической окраске и обогащает высказывание дополнительной иронической коннотацией. Комплексное использование синтаксического фразеологизма и (или) визуального компонента усиливает не только образность и экспрессивность высказывания, но также и степень его комичности.
Исследователь Н. Л. Самосюк в своей статье проводит подробный анализ видеоролика:
Соотношение видеоряда и высказывания, которое произносит автор ролика, он же голос за кадром и хозяин собаки, укладывается в механизм, который в риторике носит название выдвижение тезиса и доказательство, посредством демонстрации. Соотношение визуального и вербального компонента настолько великолепно укладывается в данную стратегию доказательства, что неким образом «цементирует» фразу и видеоряд в одно целое. <...> Несмотря на определённый риск, которому подвергается собака, хозяин обещает поддержку и сочувствие в виде заботы. Однако неудача собаки влечёт за собой со стороны хозяина всего лишь констатацию факта, в которой кроется доказательство собственной прозорливости.
Кандидат филологических наук, доктор философских наук Н. В. Козловская называет «Это фиаско, братан» лексикализованным мемом и хештегом, который отражает культурные стереотипы и значимые явления современной действительности. Исследователь М. А. Шолохов в качестве самого яркого примера коннотативного наименования видеомема приводит фразу «Это фиаско, братан».